# 耕者有其田

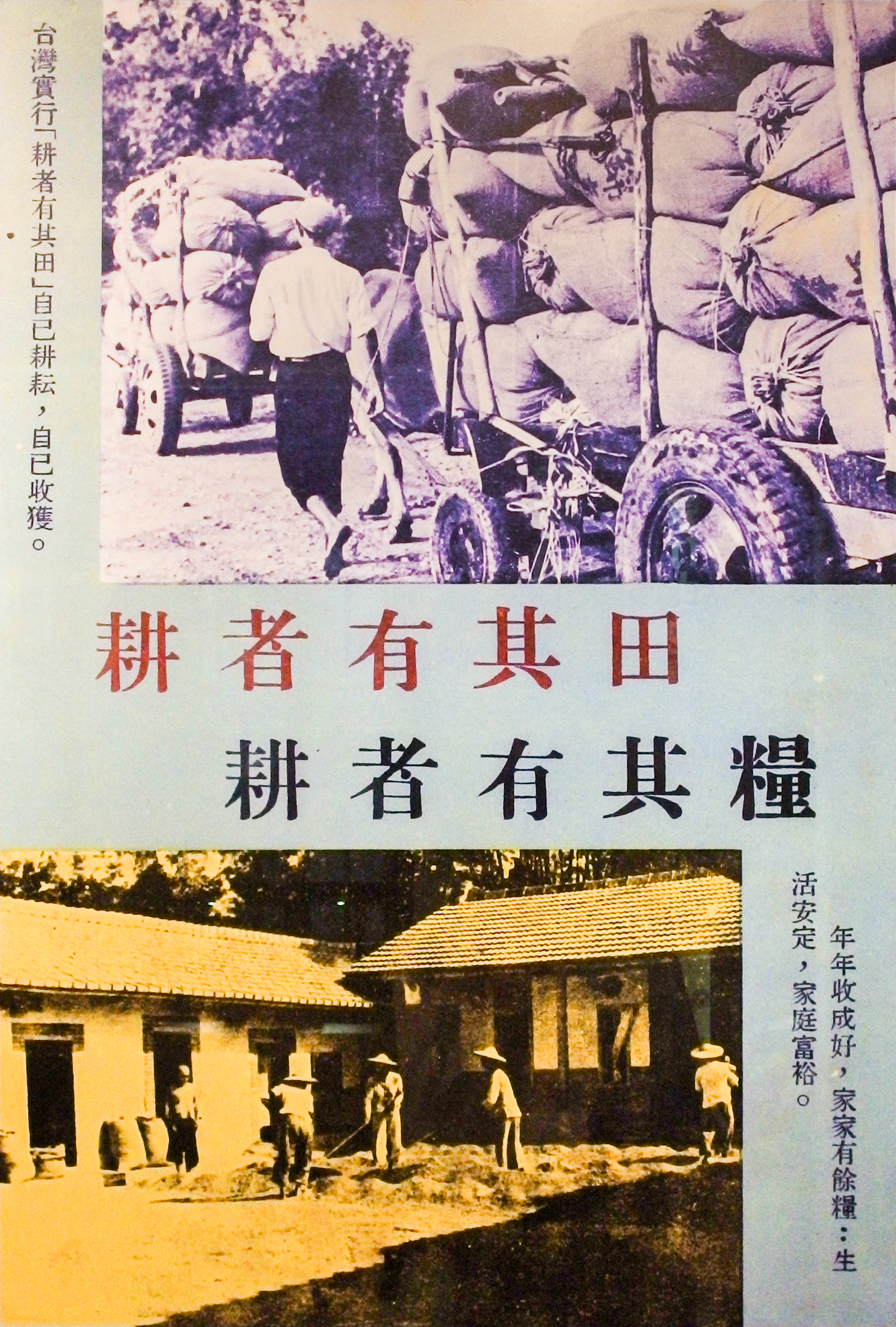
民國50年代耕者有其田與耕者有其糧的廣告文宣

耕者有其田，是中華民國政府在1950年代時在實施三七五減租之後所推動的一項對農業進行再改革的政策，當時的廣告文宣稱其為「耕者有其田」。

## 簡介
在民生主義的提示要點中，解決土地問題的政策目標是減低田租，保障有實際耕種的農民（或稱自耕農）的收入，切實扶植自耕農，使農民有自己的田地。
根據「耕者有其田」政策，政府實行土地徵收和重新分配的措施。大規模的農地從地主手中徵收，並分配給農民耕種。這樣做的目的是為了縮小土地所有權的不平均，讓農民擁有自己的土地，從而提高他們的經濟地位和生活條件。該政策還包括了農地所有權的確認和登記，確保農民合法擁有他們耕作的土地。
「耕者有其田」政策在當時的台灣發揮了重要的作用。它解決了土地分配不均的問題，促進了農業生產的發展，提高了農民的生活水平。同時，這項政策也為台灣的土地改革和農村發展奠定了基礎，對後續的經濟發展和社會穩定產生了深遠的影響。

## 歷史背景
1947年3月20日臺灣省行政長官公署「從字第一〇〇五〇號訓令」規定，佃農應繳之耕地地租，依正產物1000分之375計算，是為「三七五減租」，但當時各級政府推行不力。
在國共內戰後，1953年中華民國政府在臺灣地區實施的一系列土地改革政策。政策的目的是限制富人資本、解決土地不公和農民貧困的問題，並促進農業生產的發展、透過政策的調整，扶植台酒、台鹽、台糖、台苯、台火等臺灣省營企業。
中華民國政府於1949年實行三七五減租。1949年4月14日臺灣省政府發布行政命令「臺灣省私有耕地租用辦法」，更陸續訂定「臺灣省私有耕地租用辦法施行細則」、「臺灣省辦理私有耕地租約登記注意事項」、「臺灣省推行三七五減租督導委員會組織規程」及「臺灣省各縣市推行三七五減租督導委員會組織規程」等行政命令，以貫徹三七五減租政策。後為確保推行三七五減租已獲得之初步成果。
1951年實行公地放領，同年6月7日制定公布「耕地三七五減租條例」作為法律依據。於1953年實行耕者有其田。
同時1951年至1976年間分九期實施先辦理公地放領，連同1948年試辦部份，共計放領138,957公頃，承領農戶286,287戶。政府收得放領公地地價稻穀367,366,416公斤、甘藷1,254,768,525公斤，全數由台灣土地銀行經收後撥作扶植自耕農基金。
1952年11月，行政院會議在陳誠院長指示下通過「實施耕者有其田條例草案」:72。1953年1月26日，中華民國總統蔣中正以總統令公布「實施耕者有其田條例」:72。「實施耕者有其田條例」規定，地主可保留水田三甲或旱田六甲，其餘由政府用徵收補償方法交佃農承租耕種。:184地主免征耕地，政府強制徵收地主超額之出租耕地，附帶徵收地主供佃農使用收益的房舍、曬場、池沼、果樹、竹木等定著物的基地，放領給現耕農民。於1953年12月順利完成，計徵收放領耕地139,249公頃，創設自耕農戶194,823戶。放領的地價是耕地正產物（稻穀、甘藷）全年收穫總量2倍半，分十年均等攤還。徵收方面，補償地主70%為政府發行的實物土地債券，分十年均等償付，並加給年息4%；30%為公營事業股票（一次給付台灣水泥、台灣紙業、台灣工礦、台灣農林的股票）。實物土地債券分稻穀與甘薯二類，稻穀債券以稻穀償付，甘藷債券依據當年甘藷時價以現金償付。

## 法律問題
關於耕者有其田政策之違憲爭議，司法院大法官陸續作出了司法院釋字第78號、124號、125號、128號、347號、422號、561號、579號、580號、581號等解釋。大法官並在司法院釋字第580號解釋中宣告，1983年12月23日增訂之《耕地三七五減租條例》第十九條第三項規定「耕地租約期滿時，出租人為擴大家庭農場經營規模、提升土地利用效率而收回耕地時，準用同條例第十七條第二項第三款之規定，應以終止租約當期土地公告現值扣除土地增值稅餘額後之三分之一補償承租人」違憲，並應於2006年7月9日失效。

## 影響
每公頃水稻產量的絕對數字依據四種的估計數而有所不同，而無需過於認真看待，但以估計數字的共同特點來說，從1949年到1960年，台灣每公頃水稻的產量提高了約50%，農民的淨利提高三倍，但並不是所有農民皆種植水稻，在旱地耕作的收入就比較少。土地改革使台灣80%以上的農民成為自耕農。
耕者有其田所釋放出來的四大公司股票，因中小地主經濟狀況不佳，又普遍不信任與接受股票與債權之價值，對國營企業也沒有信心，紛紛出售政府給予補償之國營企業股票；台灣五大家族則趁機以低價購入，晉身為工業資本家。由於土地改革使台灣許多地主喪失依附於土地之政經權力，此一資本集中現象對工業化產生一定的助力。部分地主則是把所獲得的政府補償投資於工業生產，成為台灣日後經濟發展的主要動力；同時原來的大地主也搖身一變為財團，例如鹿港辜家掌有台泥，後發展成和信集團（1991年以前稱為中信集團），便是顯例。
日本學者若林正丈則從耕者有其田政策的三項特點，分析了它對後來「台灣經濟奇蹟」的先驅影響：
1. 藉由放出四大公營企業股票，將地主的土地資本轉成產業資本，這是民間資本發展的一個出發點。
2. 改革的結果，透過「肥料換穀制」，用國家獨占生產和進口的化學肥料跟農民生產的米穀作物進行交換等方法排除地主，國家直接掌握農民的生產剩餘，以供養龐大的黨國體制（實施對軍公教人員的米穀配給制）；同時透過低米價政策等措施，使農業資本可能移向工業資本。
3. 因改革而使獲得土地的農民提高生產意願，同時配合美援推動技術指導，提高農業生產性，有效滿足農村的勞動力需求，並以此累積未來豐富、廉價、具有高競爭優勢的產業勞動力。

經濟學家比較台灣、南韓與拉丁美洲國家的經濟發展，認為土地改革減小貧富差距與刺激經濟發展，是台韓經濟發展後來居上的因素之一。

## 廢止
因應台灣社會發展情勢演變及農業環境條件變遷，1991年5月17日郝柏村內閣函請立法院審議廢止《實施耕者有其田條例》，第2屆立法院於1993年7月9日通過，於7月30日明令廢止。

## 外部連結
- 釋字第 580 號
- 釋字第 580部分協同及部分不同意見書 （页面存档备份，存于）
- 土地改革紀念館 （页面存档备份，存于）
- 內政部地政司全球資訊網 （页面存档备份，存于）